# Ridgewood Pearl
Ridgewood Pearl (1992-2003), est un cheval de course pur-sang anglais, participant aux courses de plat. Elle fut l'une des meilleures juments des années 90, élue Cheval de l'année en Europe en 1995. 

## Carrière de course
Née et élevée en Angleterre, Ridgewood Pearl est envoyée en Irlande chez John Oxx. Signe qu'elle est tenue en haute estime par son entourage, elle débute directement dans une Listed au Curragh, et se comporte bien puisqu'elle prend la troisième place. Mais elle se révèle vraiment deux semaines plus tard en survolant un groupe 3, les Weld Park Stakes. Préservée en vue de la saison classique qui s'annonce, on ne la revoit plus à 2 ans. 
De retour en piste en avril 1995, Ridgewood Pearl confirme ses excellentes dispositions en réalisant un numéro dans une Listed choisie pour y effectuer sa rentrée. Elle ne participe pas aux 1000 Guinées de Newmarket et reste à domicile pour s'offrir, avec une déconcertante facilité, les 1000 Guinées irlandaises. Ridgewood Pearl est la meilleure pouliche d'Irlande, c'est entendu. Et d'Europe ? Oui, car pour son premier déplacement, elle remporte les Coronation Stakes en laissant à distance la gagnante des 1000 Guinées, Harayir. Et plus encore, car à la fin de l'été Ridgewood Pearl défie les mâles et les chevaux d'âge dans le Prix du Moulin de Longchamp à Longchamp et s'impose à nouveau : sa cinquième victoire consécutive, son troisième groupe 1 d'affilée. 
La belle série s'interrompt fin septembre à Ascot, où elle doit baisser pavillon face au bon Bahri, le vainqueur des St. James's Palace Stakes. À cette honorable défaite près, la saison de Ridgewood Pearl aurait été parfaite puisque, en guise d'adieux, elle va dicter sa loi aux Américains dans le Breeders' Cup Mile disputé cette année-là à Belmont Park, en devançant Fastness et la championne Sayyedati, qui elle aussi tire sa révérence ce jour-là. À l'heure des récompenses, Ridgewood Pearl obtient logiquement le titre de Meilleure 3 ans de l'année, mais aussi celui, suprême, de Cheval de l'année en Europe, au nez et à la barbe de l'étoile filante Lammtarra. 

### Résumé de carrière
| Date         | Hippodrome   | Pays        | Course                      | Statut      | Distance    | Jockey      | Place       | Écart       | Vainqueur ou deuxième |
| 1994, 2 ans  | 1994, 2 ans  | 1994, 2 ans | 1994, 2 ans                 | 1994, 2 ans | 1994, 2 ans | 1994, 2 ans | 1994, 2 ans | 1994, 2 ans | 1994, 2 ans           |
| ------------ | ------------ | ----------- | --------------------------- | ----------- | ----------- | ----------- | ----------- | ----------- | --------------------- |
| 11 septembre | Curragh      | Irlande     | Round Tower Stakes          | Listed      | 1 200 m     | C. Roche    | 3e / 8      | 1           | Viaticum              |
| 25 septembre | Curragh      | Irlande     | Weld Park Stakes            | Gr. 3       | 1 400 m     | J. Murtagh  | 1er / 10    | 4 ½         | Oh Cecilia            |
| 1995, 3 ans  |              |             |                             |             |             |             |             |             |                       |
| 22 avril     | Curragh      | Irlande     | Asashi Stakes               | Listed      | 1 400 m     | J. Murtagh  | 1er / 8     | 7           | One False Move        |
| 27 mai       | Curragh      | Irlande     | Irish 1000 Guineas          | Gr. 1       | 1 600 m     | C. Roche    | 1er / 10    | 4           | Warning Shadows       |
| 21 juin      | Ascot        | Royaume-Uni | Coronation Stakes           | Gr. 1       | 1 600 m     | J. Murtagh  | 1er / 10    | 2           | Smolensk              |
| 3 septembre  | Longchamp    | France      | Prix du Moulin de Longchamp | Gr. 1       | 1 600 m     | J. Murtagh  | 1er / 8     | 3/4         | Shaanxi               |
| 23 septembre | Ascot        | Royaume-Uni | Queen Elizabeth II Stakes   | Gr. 1       | 1 600 m     | J. Murtagh  | 2e / 6      | 6           | Bahri                 |
| 29 octobre   | Belmont Park | États-Unis  | Breeders' Cup Mile          | Gr. 1       | 1 600 m     | J. Murtagh  | 1er / 13    | 2           | Fastness              |

## Au haras
Ridgewood Pearl n'a pas réussi dans ses nouvelles fonctions de poulinière, donnant cinq produits (deux par Sadler's Wells, deux par Rainbow Quest, un par Daylami) et disparaît en 2003, victime d'une hémorragie lors du poulinage de son dernier foal. 
Les Ridgewood Pearl Stakes, un groupe 2 disputé au Curragh en mai, lui rend hommage.  

## Origines
Le pedigree de Ridgewood Pearl est outcross, c'est-à-dire dépourvu des courants de sang les plus communs, notamment celui de Northern Dancer, omniprésent chez les purs-sangs de haut niveau. Son père, élevé comme elle par Sean Coughlan, est une fille du sprinter Indian Ridge, excellent étalon qui a fourni dans les années 90 et 2000 une alternative solide au sang de Northern Dancer. Côté maternel, Ridgewood Pearl se prévaut de son frère Ridgewood Ben, vainqueur des Gladness Stakes (Gr.3), deuxième du Sandown Mile (Gr.2), des Flying Five Stakes (Gr.3), et des Tetrarch Stakes, et troisième des 2000 Guinées irlandaises. Leur mère, Ben's Pearl, s'est imposé dans un gros handicap anglais, mais la famille n'a guère tracé au stud.

### Pedigree
| Origines de Ridgewood Pearl (GB), jument alezane née en 1992 | Origines de Ridgewood Pearl (GB), jument alezane née en 1992 | Origines de Ridgewood Pearl (GB), jument alezane née en 1992 | Origines de Ridgewood Pearl (GB), jument alezane née en 1992 |
| ------------------------------------------------------------ | ------------------------------------------------------------ | ------------------------------------------------------------ | ------------------------------------------------------------ |
| Père Indian Ridge                                            | Ahonoora                                                     | Lorenzaccio                                                  | Klairon                                                      |
| Père Indian Ridge                                            | Ahonoora                                                     | Lorenzaccio                                                  | Phoenissa                                                    |
| Père Indian Ridge                                            | Ahonoora                                                     | Helen Nichols                                                | Martial                                                      |
| Père Indian Ridge                                            | Ahonoora                                                     | Helen Nichols                                                | Quaker Girl                                                  |
| Père Indian Ridge                                            | Hillbrow                                                     | Swing Easy                                                   | Delta Judge                                                  |
| Père Indian Ridge                                            | Hillbrow                                                     | Swing Easy                                                   | Free Flowing                                                 |
| Père Indian Ridge                                            | Hillbrow                                                     | Golden City                                                  | Skymaster                                                    |
| Père Indian Ridge                                            | Hillbrow                                                     | Golden City                                                  | West Shaw                                                    |
| Mère Ben's Pearl                                             | Tap on Wood                                                  | Sallust                                                      | Pall Mall                                                    |
| Mère Ben's Pearl                                             | Tap on Wood                                                  | Sallust                                                      | Bandarilla                                                   |
| Mère Ben's Pearl                                             | Tap on Wood                                                  | Cat O'Mountaine                                              | Ragusa                                                       |
| Mère Ben's Pearl                                             | Tap on Wood                                                  | Cat O'Mountaine                                              | Marie Elizabeth                                              |
| Mère Ben's Pearl                                             | Joshua's Daughter                                            | Joshua                                                       | Welsh Rake                                                   |
| Mère Ben's Pearl                                             | Joshua's Daughter                                            | Joshua                                                       | Charybois                                                    |
| Mère Ben's Pearl                                             | Joshua's Daughter                                            | Legal Love                                                   | King's Bench                                                 |
| Mère Ben's Pearl                                             | Joshua's Daughter                                            | Legal Love                                                   | Mareeba (famille 14-a)                                       |